# Aleksej I., ruski car
Aleksej I. (19. ožujka 1629. – 26. siječnja 1676.) je bio drugi ruski car iz dinastije Romanov od 1645. godine.

## Smrt roditelja
Aleksej je bio sin cara Mihajla I. i Evdokije, njegove supruge iz drugog braka. Tijekom djetinjstva za učitelja otac mu određuje Borisa Morozova koji će kasnije tijekom upravljanja carstvom imati veliku ulogu. Otac je svoga sina i prijestolonasljednika Alekseja odlučio predstaviti ruskom narodu kada je on imao samo 14 godina.  Samo nešto više od godine dana potom majka mu umire u svojoj 37 godini 18. kolovoza 1645. Tijekom proljeća sljedeće godine 13. srpnja mu je umro i otac tako da je Aleksej postao potpuno usamljeni car sa samo 16 godina.

## Morozov
Nemajući povjerenja u nikoga drugoga, svoga tutora bojara Morozova postavlja na čelo ruske vlade. Koristeći svoju poziciju ovaj glavni ministar organizira 1648. godine vjenčanje mladog cara za Mariju Miloslavskaju dok se sam ženi njenom sestrom. Vijest o tom duplom vjenčanju tada razjaruje stanovnike Moskve, koji se bune sa željom da ubiju ovoga bojara. On taj pokušaj preživljava samo zahvaljujući mladom caru koji ga osobnom intervencijom spašava. Bez obzira na ovaj događaj Morozov će nastaviti upravljati u većoj ili manjoj mjeri državom kao premijer ili "savjetnik" sve do svoje smrti 1661. koristeći svoj negdašnji utjecaj i carevu suprugu, iako će vlast morati dijeliti s patrijarhom Nikonom. Najvažnija od Morozovljevih unutarnjopolitičkih mjera postaje novi ruski zakonik, koji će ostati u optjecaju sve do 19. stoljeća.

## Poljska
Prve godine carevanja Alekseja I. su bile mirne sve do neočekivanih događaja u Poljskoj. Tamo na području današnje Ukrajine je došlo 1648. godine do pobune Bogdana Hmeljničkog. Kako niti nakon pet godine lojalne snage ovu bunu nisu uspjele ugušiti u političkoj eliti Rusije se pojavila želja za objavom rata koji će neupitno dovesti do teritorijalnog proširenja. Do početka rata tako dolazi u listopadu 1653. godine nakon parlamentarnog glasovanja. Prva godina ovog rat je bio šetnja od pobjede do pobjede. Ruske snage tada na brzinu osvajaju Smolensk, Kijev, Rigu, Vitebsk, Polotsk i postižu dogovor s Bogdanom Hmelnickijem. Po sporazumu iz Perejaslavlja od 1654. godine između poljskog pobunjenika i ruskog cara Alekseja Ukrajina je vezala svoju budućnost s Rusijom u zamjenu za političku autonomiju. Taj ugovor se uzima kao prijelomni trenutak u povijesti Ukrajine. 
Ti fantastični ruski uspjesi su uvjerili i Švedsku da objavi rat Poljskoj što ona čini 1655. godine. Kako je neprijateljsko kraljevstvo tada postojalo samo na papiru ova dva saveznika su se ubrzo posvađala oko ratnog plijena i Aleksej je 1656. godine objavio rat Švedskoj. Posljedica ovog petogodišnjeg rata su bili nikakvi dobitci i vrijeme za oporavak Poljske koja tada ponovno postaje sila ograničene snage. Zbog toga 1. srpnja (21. lipnja po st. kalendaru) 1661. dolazi do sklapanja mirovnog sporazuma sa Švedskom i nastavka rata protiv Poljske. Završetak ovog rata će nastupiti tek 1667. godine. Po tadašnjem mirovnom sporazumu Rusija je vratila osvojeni izlaz na Baltičko more, a zadržala Smolensk, Kijev i sve na lijevoj obali rijeke Dnjestar. Završetkom tih ratova Poljska je izgubila jednu trećinu svoga stanovništva i prestala biti vojnom silom kakva je bila nekada.
Uz te Poljske ratove država se također nastavila širiti u Sibir gdje se 1659. godine osniva Irkutsk, a 1666. godine Selenginsk.

## Problematični potomci
Tijekom svojega života Aleksej I. je imao iz dva braka sveukupno 15 djece od čega je bilo šest sinova. Bez obzira na takvo zadovoljavajuće brojčano stanje njihovo zdravstveno stanje je svima bilo zabrinjavajuće. Njegov prvi sin Dimitrije nije doživio drugu godinu života. Njegov drugi sin i prijestolonasljednik Aleksej umire na pragu punoljetnosti 1670. godine stvarajući caru velike dinastičke brige znajući da su mu dva preostala sina Fjodor i Ivan invalidi, a Simeon je umro 1669. godine. Zbog toga on se 1671. godine ženi s Natalijom Naruškinom koja će mu roditi Petar 1672. godine.
Aleksej I. umire 29. siječnja 1676. godine nedugo nakon predstavljanja Fjodora kao svoga nasljednika.
| Prethodnik: | ruski car | Nasljednik: |
| Mihajlo I.  | ruski car | Fjodor III. |